# 1302 Werra
1302 Werra este un asteroid din centura principală, descoperit pe 28 septembrie 1924, de Karl Reinmuth.